# Kataïsk
Kataïsk (en russe : Катайск) est une ville de l'oblast de Kourgan, en Russie, et le centre administratif du raïon de Kataïsk. Sa population s'élevait à 12 891 habitants en 2015.

## Géographie
Kataïsk est arrosée par la rivière Isset, un affluent de la Tobol (bassin de l'Ob), et se trouve à 42 km au sud-est de Kamensk-Ouralski, à 132 km au sud-est de Iekaterinbourg, à 196 km au nord-ouest de Kourgan et à 1 546 km à l'est de Moscou.

## Histoire
Kataïsk a été fondée par des explorateurs russes en 1655 sous le nom de Kataïski (Катайский). Elle a le statut de ville depuis 1944.

## Population
Recensements (*) ou estimations de la population
| 1939* | 1959*  | 1970*  | 1979*  | 1989*  | 2002*  |
| ----- | ------ | ------ | ------ | ------ | ------ |
| 2 800 | 11 824 | 14 338 | 15 829 | 16 789 | 15 836 |

| 2010*  | 2012   | 2013   | 2014   | 2015   | 2016 |
| ------ | ------ | ------ | ------ | ------ | ---- |
| 14 154 | 13 603 | 13 332 | 13 169 | 12 891 | -    |